# Осталовичі

Оста́ловичі — село Львівського району Львівської області. У селі є школа, сільрада, два магазини, дім культури. Також на території села розташовані 2 пам'ятники.

## Географія
Через село тече річка Осталовський потік.
Сусідні населені пункти — Мерещів 3 км, Розсохи 2 км, Неділиська 16 км, Утіховичі 4,4 км, Брюховичі 6 км.
Відстань до районного центру Перемишляни складає 10 км.

## Історія

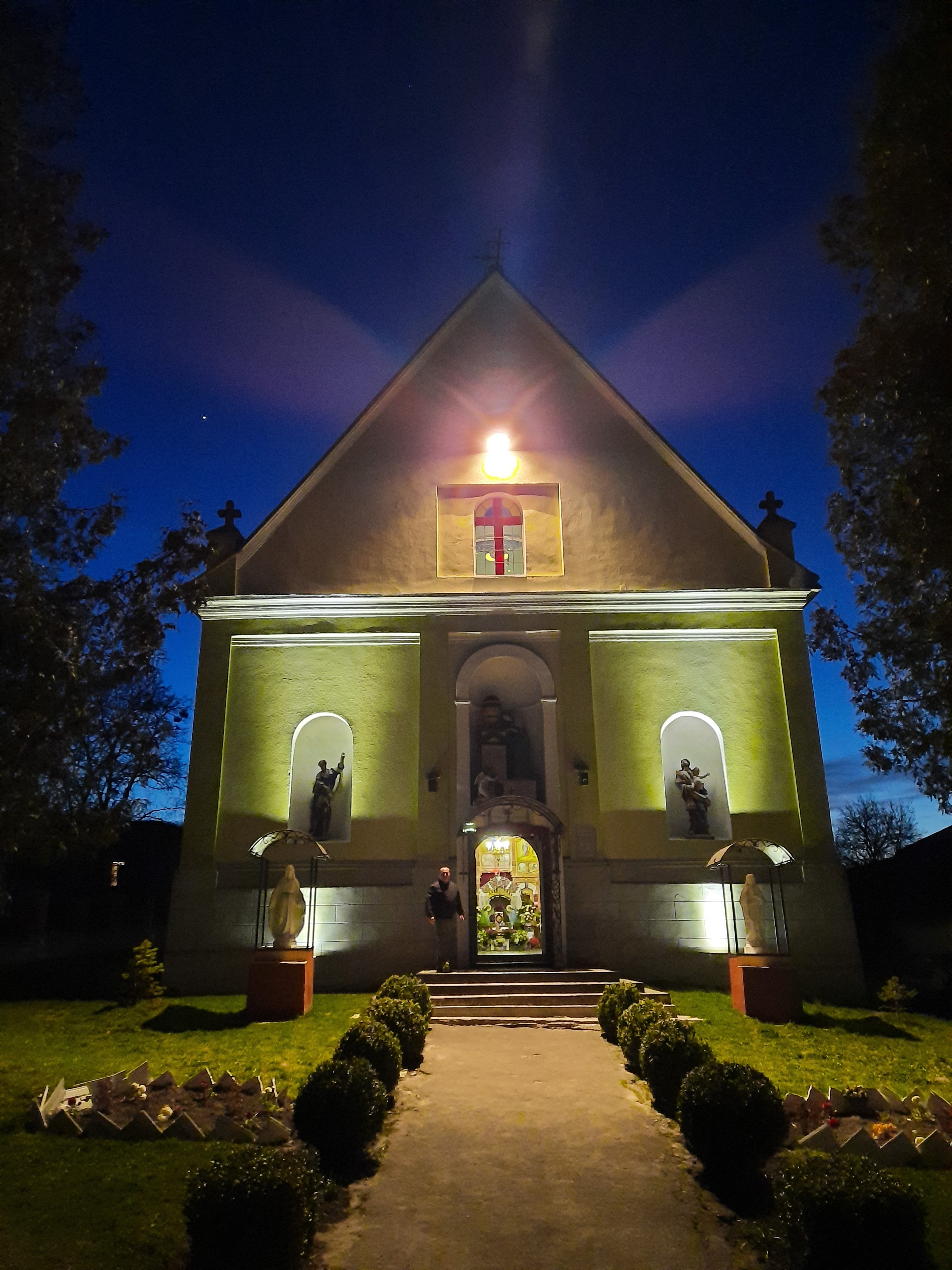
Церква Св. Преображення Господнього, с. Осталовичі

- Перша письмова згадка про Осталовичі відноситься до 1442 року.
- Власниками села була місцева руська родина Осталовецьких. У XVIII ст. власниками Осталович були Свірзькі, а згодом Цетнери.
- 1845 року маєток в селі купив Станіслав Скарбек[1]
- У 1880 році в Осталовичах проживало 826 осіб, серед яких 616 греко-католиків і 65 римо-католиків. За даними перепису 1921 року в селі мешкали 939 осіб, з яких 830 греко-католиків, 66 римо-католиків та 43 юдеї.

### Боротьба ОУН-УПА
02.05.1944р в селі перебувала боївка УПА. До села приїхали німці і пішли саме до тої хати, де перебували повстанці. На поріг вийшла господиня і намагалася не допустити в дім німця. Німецький солдат все ж увійшов в хату, де його і вбили повстанці. Після цього бійці УПА відійшли до лісу разом з господинею та дітьми. Німці спалили це господарство. Через два дні в село прибув німецький підрозділ і почав з гармати обстрілювати ліс. В селі перебувала українська самооборона, яка обстріляла німців. Німецький підрозділ відступив.
25.XI 1944р  год. 15 чота Бородача (відділ "Полтавці") в с. Осталовичі була обскочена більшовиками. В сутичці згинув чотовий Бородач і 4 стрільці.https://litopysupa.com/wp-content/uploads/2019/01/NS_Tom_20_Voienna_okruha_UPA_Lysonia_1943-1952_Dokumenty_i_materialy.pdf
Бесь Іван, «Кожем'яка» — старший вістун УПА. Народився 1921 року в с. Осталовичі Перемишлянського р-ну Львівської области. По закінченні народної школи шевцював. Брав активну участь в культурно-освітньому житті села. Від 1941 р. — член юнацтва ОУН, а в квітні 1944 р. зголосився до відділу УПА, сотні «Рубачів», де дістав ступінь ст. вістуна. Повернувшись з УПА, працював при кущі в Зборівському р-ні. Загинув 20.03.1948 р. у сутичці з більшовиками в с. Яцківці.
Пізецький Василь — стрілець УПА. Народився 1927 р. в с. Кудобинці Зборівського р-ну. По закінченні початкової школи працював при батьках на господарстві. Під час німецької окупації вступив у ряди юнацтва ОУН, а взимку 1944 р. пішов до відділу УПА, сотні «Полтавців». Взимку 1945 року згинув у бою з більшовиками в Осталовичах.

## Пам'ятки
- В селі є храм Преображення Господнього, збудований 1810 року, який почергово використовують громади ПЦУ (Пемишлянський деканат, Львівська єпархія УАПЦ) і УГКЦ (Перемишлянський деканат, Стрийська єпархія УГКЦ). Церква внесена до реєстру пам'яток місцевого значення за охоронним номером 1948-М.
- Також є капличка, розташована в лісі. Під нею є джерело, з якого витікає вода, протікає потічком через усе село і впадає в річку Гила Липа. Старожили села розповідають, що побудували капличку після того, як на цьому місці з'явився образ Матері Божої. Стара дерев'яна каплиця згоріла 1989 року, але вже через деякий час на цьому місці поставили гарну муровану каплицю, до якої і сьогодні приходять люди просити здоров'я і заступництва у Матері Божої.

## Джерела

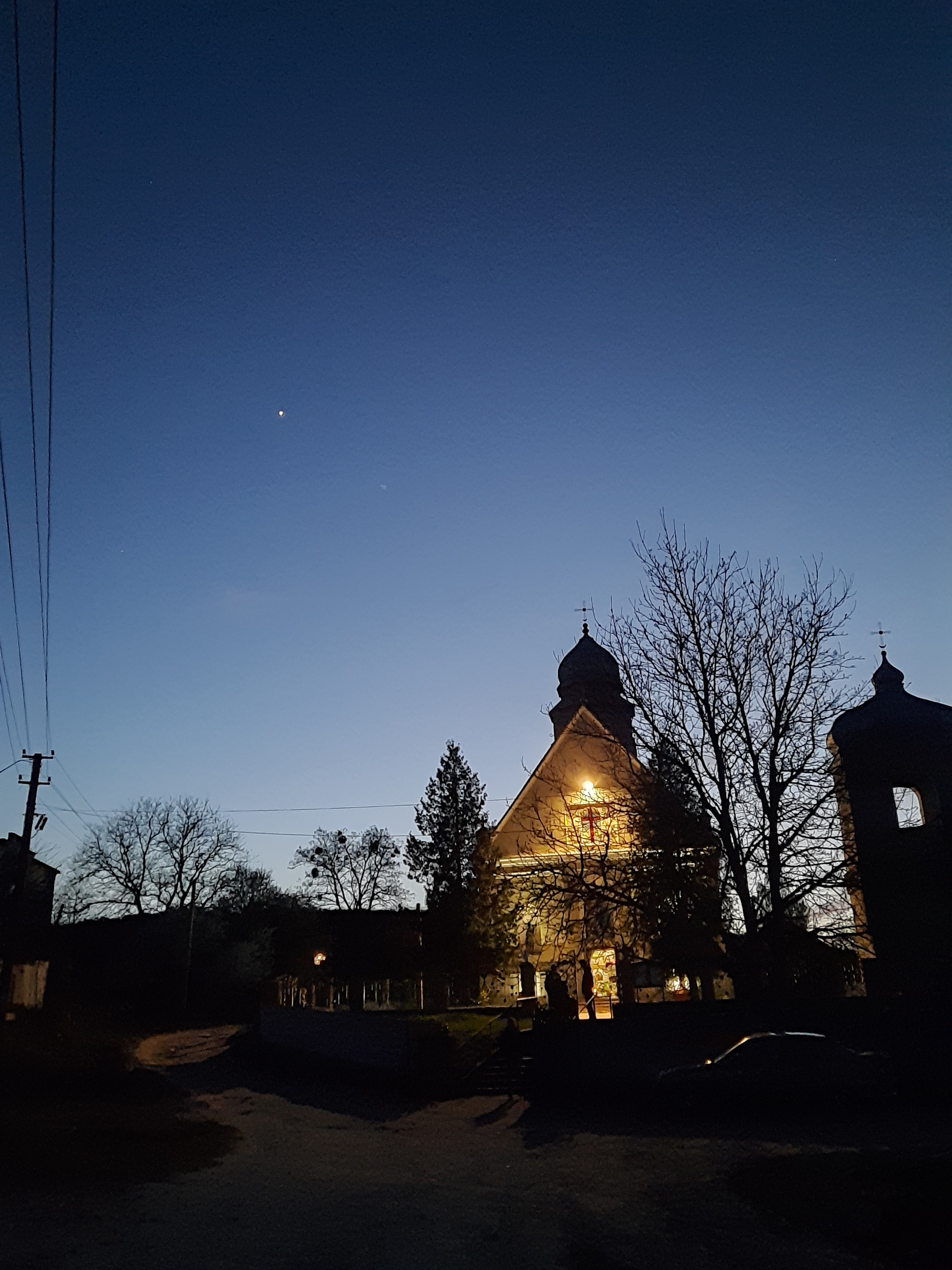

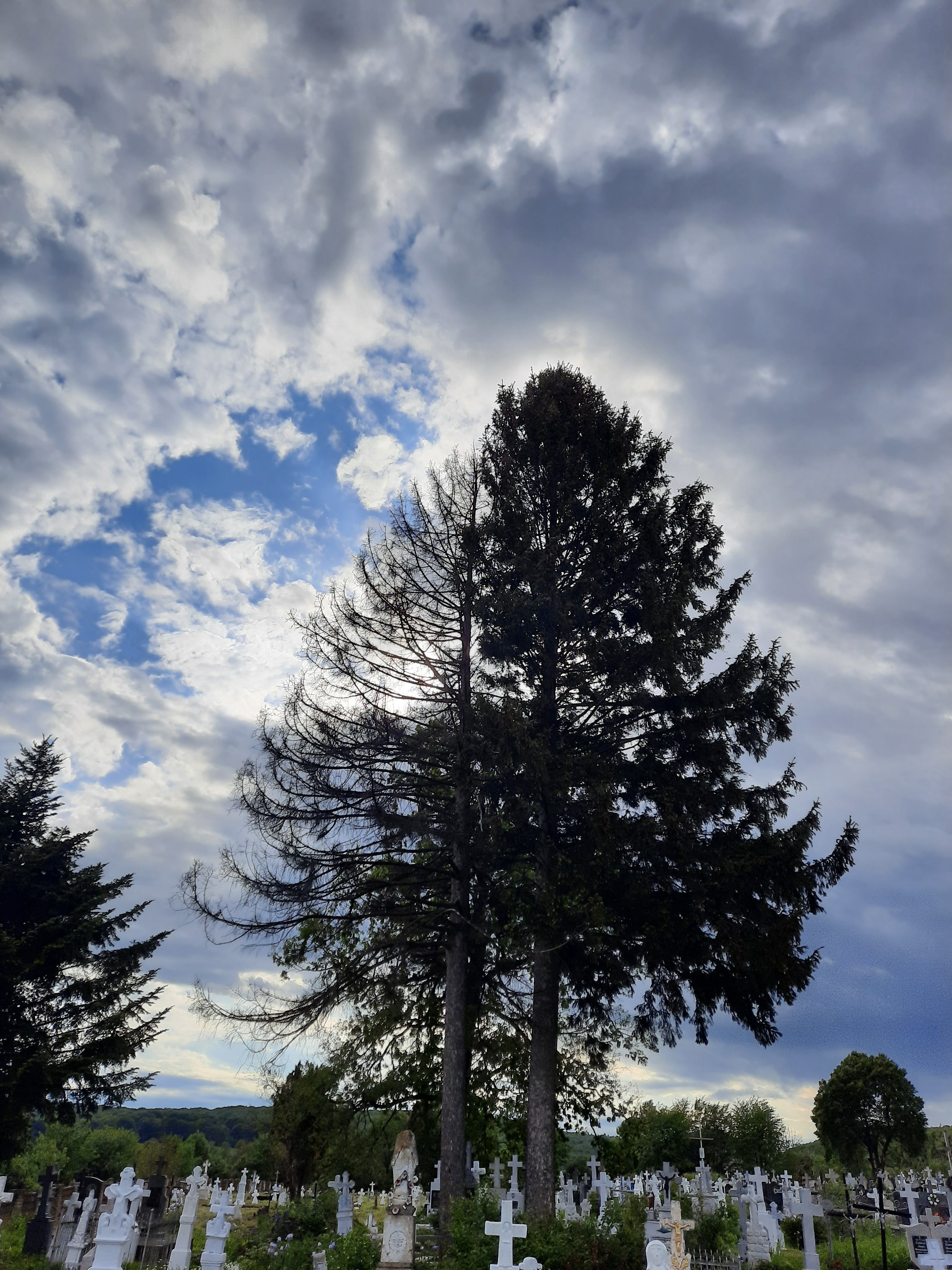

## Народилися
- Шкапій Степан Михайлович (1954) — український письменник, гуморист, журналіст.